# Bustle
Bustle es una revista femenina estadounidense en línea fundada en agosto de 2013 por Bryan Goldberg. Posiciona noticias y política junto con artículos sobre belleza, celebridades y tendencias de la moda. En septiembre de 2016, el sitio web tenía 50 millones de lectores mensuales.

## Historia

Logotipo de Bustle antes del rediseño de 2020.

Bustle fue fundada por Bryan Goldberg en 2013. Anteriormente, Goldberg cofundó el sitio web Bleacher Report con una única inversión millonaria. Afirmó que «as mujeres de veintitantos años no tienen nada que leer en Internet». Bustle se lanzó con 6,5 millones de dólares de respaldo de rondas de financiación Seed y Serie A.
Superó los 10 millones de visitantes únicos mensuales en julio de 2014, lo que lo sitúa por delante de sitios rivales orientados a mujeres como Refinery29, Rookie y xoJane; tuvo el segundo mayor número de visitantes únicos después de Jezabel de Gawker.
En 2015, Bustle contaba con 46 empleados editoriales a tiempo completo y lanzó el sitio hermano para padres Romper. En septiembre de 2016, Bustle lanzó un rediseño utilizando la ronda de financiación serie D de 11,5 millones de dólares de la compañía. En ese momento, el sitio tenía más de 70 editores de tiempo completo y 250 colaboradores contratados que publicaban más de 200 artículos diariamente.
En abril de 2019, Kate Ward dimitió como editora jefe. Emma Rosenblum reemplazó a Ward en junio de 2019.

## Bustle Digital Group

### Formación
El 17 de abril de 2017, DMG Media (editores del tabloide británico Daily Mail) anunció que había vendido Elite Daily al recientemente renombrado Bustle Digital Group.

### Ventas y adquisiciones
Goldberg dijo que la adquisición se realizó en parte para aumentar el contenido de video original de Bustle, que generó un promedio de 10 millones de visitas mensuales, en comparación con el promedio de 60 millones de vistas mensuales de Elite Daily.
Bustle Digital Group compró el sitio web inactivo Gawker en julio de 2018. Bustle Digital Group compró el sitio web de eventos Flavorpill, propietario de Flavorwire, en agosto de 2018. El 29 de noviembre de 2018, el director ejecutivo de Mic, Chris Altchek, anunció que Mic estaba despidiendo a la mayor parte del personal de Mic mientras trabajaba en un acuerdo para vender Mic. Más tarde, el 29 de noviembre, un representante de Bustle confirmó que Bustle Digital Group había adquirido Mic.
En marzo de 2019, Bustle Digital Group compró The Outline, seguido de The Zoe Report en mayo de 2019. También compraron Nylon en junio de 2019, con la intención de publicar revistas impresas bajo la marca Nylon. En lugar de publicaciones mensuales, las revistas se publicarán en torno a grandes eventos culturales, como el festival de música de Coachella. En julio, Bustle Digital adquirió Inverse, un sitio de ciencia y cultura.
En 2021, BDG adquirió Some Spider, empresa matriz de Scary Mommy y Fatherly.